# Лабораторный штатив
Штатив, Бунзеновский штатив — оборудование для установки лабораторной посуды и инструментов, обычный и широко распространённый атрибут химических, медицинских, метрологических и других лабораторий.
Универсальный («бунзеновский») штатив, предложенный выдающимся учёным-химиком Р. В. Бунзеном, состоит из тяжёлого металлического основания (металлической плиты) и вертикальной стойки. На стойке закрепляются пружинные держатели для пробирок, кольца и специальные держатели различных размеров и видов для лабораторных колб, лабораторных спиртовок и другого оборудования.
Для точных измерений в промышленности используют штативы для крепления измерительного инструмента. В России действует государственный стандарт ГОСТ 10197-70 «Стойки и штативы для измерительных головок», устанавливающий требования к штативам с целью обеспечения точности и воспроизводимости измерений. 
Для сложных приборов обычно применяются штативы, специально разработанные под функционал таких приборов.
Другой вариант лабораторного штатива — подставка для хранения пробирок и работы с ним.

## Примеры использования лабораторных штативов

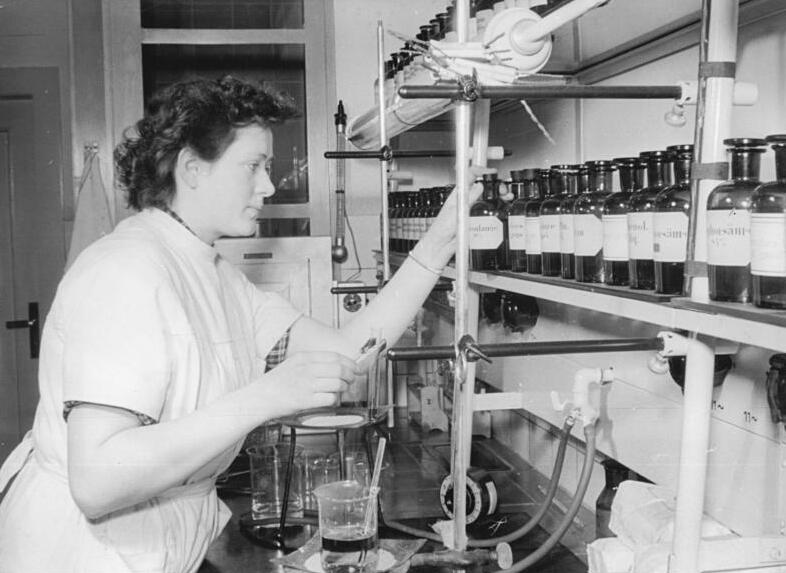
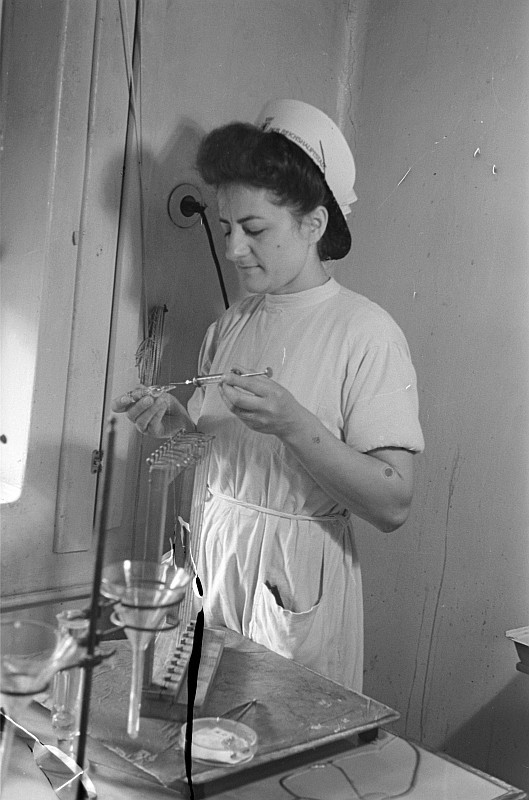
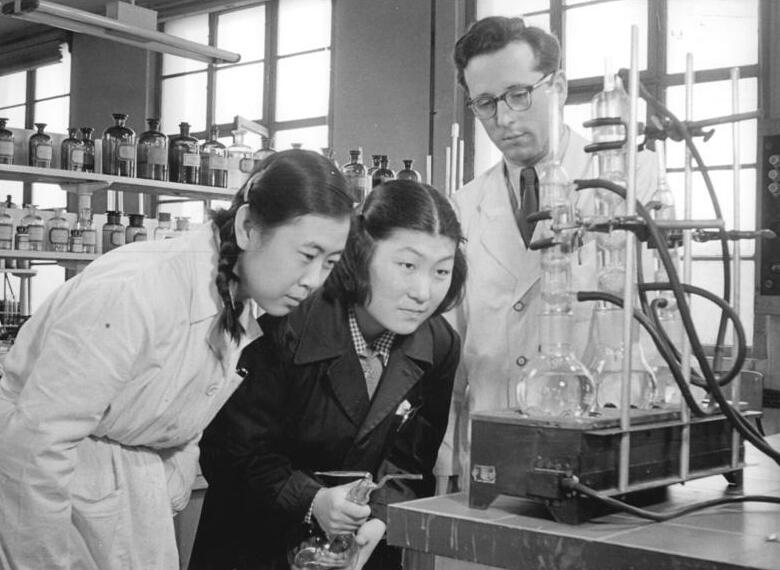
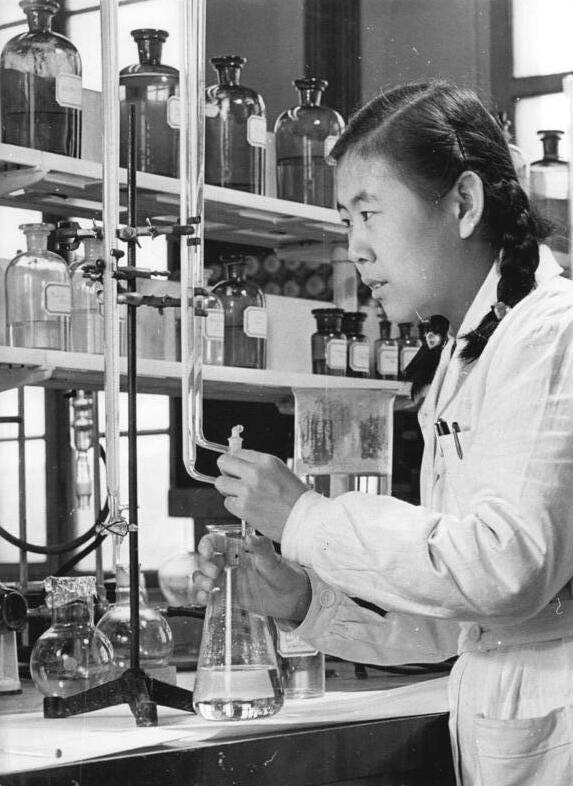